# Waldram Hollfelder
Waldram Hollfelder (* 23. November 1924 in Erlenbach am Main; † 26. Juli 2017 in Nürnberg) war ein deutscher Musikwissenschaftler und Komponist.

## Leben
Waldram Hollfelder studierte am Konservatorium Nürnberg Klavier und Komposition, danach Musikwissenschaft und Kirchenmusik in Erlangen und Heidelberg. 1952 schloss er seine Studien in Heidelberg ab. Anschließend war er Musikerzieher und Kantor in Neustadt an der Aisch und Nürnberg. 
Waldram Hollfelder war ab 1973 Bundeschorleiter des Fränkischen Sängerbundes; er war Mitglied in dessen Präsidium sowie im Präsidium des Bayerischen Musikrates. Er saß im Kulturbeirat der Stadt Nürnberg und war Repräsentant des Interessenverbandes Deutscher Komponisten für Nordbayern. Ab 1979 war er Jury-Mitglied im Valentin-Eduard-Becker-Komponistenwettbewerb. 
Waldram Hollfelder betätigte sich intensiv als Komponist für Chorwerke aller Art und wurde für sein kompositorisches Schaffen mehrfach prämiert: 1959 mit dem Förderpreis zum Preis der Stadt Nürnberg, 1961 mit dem Valentin-Becker-Preis, 1980 mit dem Bundesverdienstkreuz am Bande und 1999 mit dem Bayerischen Verdienstorden.

## Werke (Auswahl)
- Ich bin die Auferstehung. Vier- bis sechsstimmiger gemischter Chor. Verlag Merseburger, Kassel
- Beherzigung. Gemischter Chor.
- Brasiliana. Frauenchor.